# Terrier-Rouge
Terrier-Rouge (Haïtiaans-Creools: Tèrye Wouj) is een gemeente in Haïti met 30.000 inwoners. De plaats ligt op de Plaine du Nord, 27 km ten oosten van de stad Cap-Haïtien. De gemeente maakt deel uit van het arrondissement Trou-du-Nord in het departement Nord-Est.
Er wordt sisal en fruit verbouwd.

## Indeling
De gemeente bestaat uit de volgende sections communales:
| Nr. | Naam         | Km²    | Inw.2015 |
| --- | ------------ | ------ | -------- |
| 1   | Fond Blanc   | 121,06 | 17.690   |
| 2   | Grand Bassin | 50,16  | 12.634   |